# Dionysia khuzistanica
Dionysia khuzistanica là một loài thực vật có hoa trong họ Anh thảo. Loài này được Jamzad mô tả khoa học đầu tiên năm 1996.